# Xã Brandt, Quận Deuel, South Dakota
Xã Brandt (tiếng Anh: Brandt Township) là một xã thuộc quận Deuel, tiểu bang Nam Dakota, Hoa Kỳ. Năm 2010, dân số của xã này là 128 người.